# 安娜·索菲 (施瓦茨堡-魯多爾施塔特)
安娜·索菲（德語：Anna Sophie，1700年9月9日—1780年12月11日），施瓦茨堡-魯多爾施塔特親王路德維希·腓特烈一世的女兒，母親是同名的薩克森-哥達-阿爾滕堡公主。

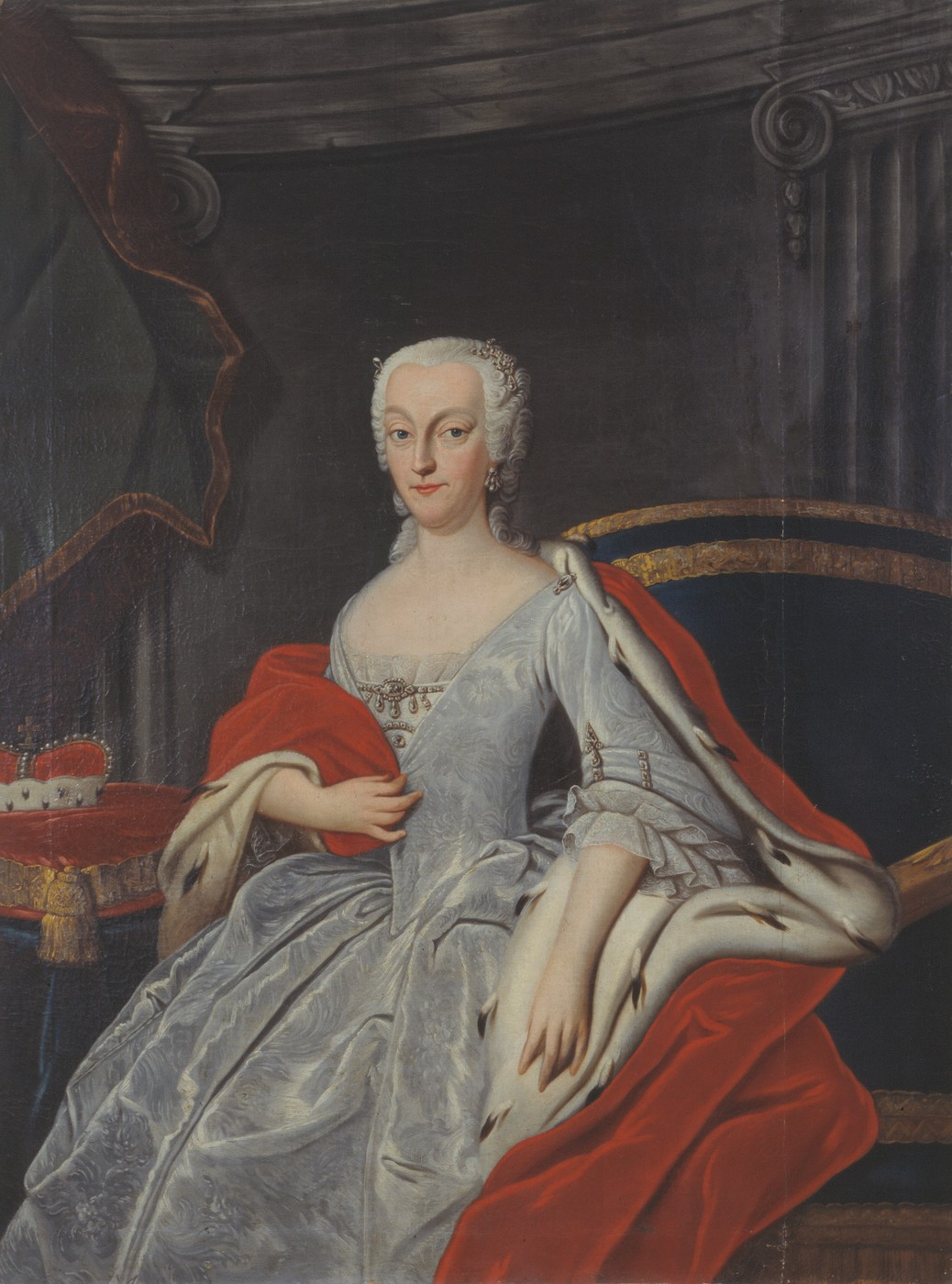

## 家庭
1723年，安娜·索菲與薩克森-科堡-薩爾費爾德的法蘭茲·約西亞斯，兩人共有2子2女：
1. 恩斯特·腓特烈（1724年—1800年）
2. 夏洛特·索菲（1731年—1810年）
3. 弗蕾德里克·卡羅琳（1735年—1791年）
4. 腓特烈·約西亞斯（1737年—1815年）